# Max Haushofer (nationaløkonom)
 For alternative betydninger, se Max Haushofer. (Se også artikler, som begynder med Max Haushofer)
Max Haushofer (født 23. april 1840 i München, død 10. april 1907 i Gries ved Bolzano)  var en tysk nationaløkonom. Han var søn af Max Haushofer.
Haushofer blev 1868 professor i nationaløkonomi ved den tekniske højskole i sin fødeby München, som han 1875—81 repræsenterede på den bayerske landdag. Blandt hans værker må særlig nævnes Der kleine Staatsbürger (3. oplag 1902), Das deutsche Kleingewerbe (1885) og Der moderne Sozialismus (1896). Også som skønlitterær forfatter optrådte Haushofer. Han udgav allerede som 24-årig et bind digte, senere en dramatisk digtning, Der ewige Jude, og en fremtidsroman Planetenfeuer.